# Mayweilerhof
Mayweilerhof ist ein Weiler in Rheinland-Pfalz auf der Gemarkung von Oberalben im Landkreis Kusel. 

## Lage
Der Weiler befindet sich im südöstlichen Gebiet der Gemeindegemarkung. Mayweilerhof liegt im Kuseler Bergland. Am östlichen Ortsrand entspringt der Blaubach.

## Geschichte
Der Name des Weilers geht auf einen gleichnamigen Hof zurück und umfasst insgesamt 20 Häuser mit insgesamt ca. 50 Einwohnern. Oberalben und Mayweilerhof waren zudem im 19. Jahrhundert von Auswanderung in Richtung USA und Brasilien betroffen. Traurige Bekanntheit erlangte der Wohnplatz durch die Tötung zweier Polizisten am 31. Januar 2022.

## Infrastruktur
Durch den Ort verlaufen die vielbefahrene Kreisstraße 22 und der Fritz-Wunderlich-Weg. Der nächste Bahnhof befindet sich in Kusel in ca. 6 km Entfernung. Früher befand sich im nur 5 km entfernten Erdesbach ein Bahnhof entlang der stillgelegten Glantalbahn.
Regional bekannt war vor allem der Hofladen, der sich im namensgebenden Gebäudekomplex befindet und nach dem Konzept der SoLaWi bewirtschaftet wurde. Der Laden schloss am 2. März 2023 seine Türen.